# Warnard van Rysen
Warnard van Rijsen o Rysen o Ryssen (Zaltbommel, 1625 – Spagna, 1665 - 1681) è stato un pittore olandese del secolo d'oro.

## Biografia
Studiò presso Cornelis van Poelenburch a Utrecht. Terminato l'apprendistato intraprese un viaggio in Italia. Nel 1664 ritornò a Zaltbommel, dove ebbe come allievo Gerard Hoet, ma non vi rimase a lungo: l'anno seguente giunse in Spagna, dove fu ingaggiato nel commercio di gioielli, allettato dal facile guadagno. Diversi van Ryssen erano infatti argentieri.
Morì in Spagna prima del 1681. Il gioielliere Jean van Ryssen, probabilmente un suo parente, possedeva nel 1681 oltre trenta dei suoi dipinti, di cui due incompiuti: questo fa pensare che Warnard van Rysen fosse già morto all'epoca.
Van Rysen si dedicò alla pittura paesaggistica, in particolare dipinse paesaggi italiani, arricchiti da figure d'ispirazione storica, rovine dell'antica Roma e animali. Rappresentò anche soggetti religiosi alla maniera del Poelenburch.

## Opere
- Maria Maddalena è visitata da angeli nella sua grotta e uno di essi mostra una croce al suo sguardo, olio su tavola, 32,5 x 24,5 cm, Staatliche Museen, Gemäldegalerie Alte Meister, Kassel[5]
- Ninfe al bagno e lavandaia presso rovine in un paesaggio meridionale, olio su tavola, 21,4 x 29,4 cm[6]
- Paesaggio montuoso fluviale con rovine e il riposo durante la fuga, olio su tela, 23 x 32 cm, firmato[7]